# Посквитув
Поскви́тув (пол. Poskwitów) — село в Польше в сельской гмине Ивановице Краковского повета Малопольского воеводства.

## География
Село располагается в 4 км от административного центра гмины села Ивановице-Влосцяньске и в 19 км от административного центра воеводства города Краков. Находится при воеводской дороге № 773.
В 1975—1998 годах село входило в состав Краковского воеводства.

## Население
По состоянию на 2010 год в селе проживало 623 человек.
| 2010 | 2013 |
| ---- | ---- |
| 623  | 651  |

| Перепись  | Всего   | Всего | Женщины | Женщины | Мужчины | Мужчины |
| --------- | ------- | ----- | ------- | ------- | ------- | ------- |
| Единицы   | человек | %     | человек | %       | человек | %       |
| Население | 651     | 100   | 325     |         | 326     |         |